# Shi Haoyu
Shi Haoyu (石浩玙S; 14 ottobre 2001) è un nuotatore artistico cinese.

## Biografia
Ai mondiali di Gwangju 2019 si è classificato 5º nel duo misto programma libero e 6º nel duo misto tecnico, con la connazionale Cheng Wentao.
Ai mondiali di Budapest 2022 ha vinto la medaglia di bronzo nel duo misto programma libero e tecnico, con la connazionale Zhang Yiyao; in entrambe le competizioni la coppia si è classificata alle spalle del duo italiano, composto da Giorgio Minisini e Lucrezia Ruggiero e quello giapponese formato dai fratelli Tomoka Sato e Yotaro Sato.

## Palmarès
- Mondiali

Budapest 2022: bronzo nel duo misto (programma tecnico); bronzo nel duo misto (programma libero);
Fukuoka 2023: oro nel libero combinato, bronzo nel duo misto (programma tecnico);
Doha 2024: oro nel duo misto programma libero e argento nel duo misto tecnico

### Coppa del Mondo
- 4 podi:
  - 3 vittorie (3 nel duo)
  - 1 terzo posto (1 nella gara a squadre)

#### Coppa del mondo - vittorie
| Data          | Luogo       | Paese   | Disciplina     |
| ------------- | ----------- | ------- | -------------- |
| 17 marzo 2023 | Markham     | Canada  | Duo tecnico Mx |
| 5 maggio 2023 | Montpellier | Francia | Duo tecnico Mx |
| 4 giugno 2023 | Oviedo      | Spagna  | Duo libero Mx  |